# Những người viết huyền thoại
Những người viết huyền thoại (tiếng Anh: The Legend Makers) là 1 bộ phim hành động - chiến tranh Việt Nam của đạo diễn Bùi Tuấn Dũng, công chiếu vào năm 2013. Phim lấy bối cảnh cuộc chiến tranh chống Mỹ cứu nước thời kỳ những năm 1960, khi tình thế yêu cầu chi viện xăng dầu vào chiến trường miền Nam ngày càng tăng cao và cấp bách.

## Nội dung
Những người lính cần mẫn gùi xăng xuyên qua cánh rừng nhiệt đới phủ dầy mìn lá, những chiếc xe vận tải chở xăng nổ tung dưới hỏa lực oanh tạc cơ, những cái chết bất ngờ, những tổn thất triền miên hết mùa khô tới mùa mưa dai dẳng, một phuy xăng vào được chiến trường phải trả bằng máu xương hàng trăm hàng ngàn chiến sĩ... Một ngày trong cuộc chiến tranh mười ngàn ngày, những người chỉ huy cấp cao Hà Nội hiểu rằng, không thể kết thúc cuộc chiến tranh Việt Nam chỉ bằng những trận đánh du kích với khẩu AK-47. Muốn thắng trong cuộc chiến này, họ phải có những trận đánh lớn có tính chất quyết định với xe tăng, thiết giáp, pháo hạng nặng. Muốn vậy, họ phải có đủ xăng dầu. Và một trong những điều làm người Mỹ kinh ngạc là tuyến đường ống xăng dầu chiến lược xuyên dãy Trường Sơn... Thông qua một lát cắt dọc theo dãy Trường Sơn hùng vĩ là câu chuyện bi tráng về số phận của những con người đi tiên phong trong việc xây dựng đường ống dẫn dầu. Họ thực sự đã viết lên huyền thoại.
Năm 1969, cuộc Chiến tranh Việt Nam vẫn còn đang tiếp diễn. Những tướng lĩnh Việt Nam Dân chủ Cộng hòa có cuộc họp về chuyện vận chuyển xăng vào miền Nam. Cán bộ của quân giải phóng miền Nam nói rằng xe tăng của họ không có xăng để chạy, do đó không thể tổ chức những trận đánh lớn. Tướng Lê Dinh nghĩ ra ý tưởng lắp đặt đường ống từ Lạng Sơn và Quảng Ninh dẫn xăng dầu vào tận Phước Long và Bù Gia Mập. Cặp đôi Đức và Mai xin bố mẹ cho gia nhập quân đội.
Ở chiến trường, Nghĩa là một người lính giỏi chuyên làm nhiệm vụ giao liên và dẫn đường. Trong một chuyến đi nọ, chỉ với khẩu AK-47, Nghĩa đã bắn hạ một máy bay trực thăng của Quân lực Việt Nam Cộng hòa. Một đội biệt kích của địch cũng có mặt ở khu rừng này để theo dõi quân đội Bắc Việt. Nghĩa gặp và đem lòng yêu nữ chiến sĩ tên Hà. Tình yêu của Nghĩa và Hà vừa mới chớm nở thì Hà bị chết bởi những quả mìn đặt dưới con suối. Đức đi theo đoàn quân vận tải, còn Mai làm y tá trong một bệnh viện dã chiến. Đội của Nghĩa chạm trán đội biệt kích của địch, Nghĩa có màn đấu tay đôi với một tên địch và hạ gục hắn. Hằng ngày Tướng Dinh đi kiểm tra từng địa điểm lắp đặt đường ống xăng dầu. Tướng Dinh và Nghĩa trò chuyện với nhau thì mới biết được Nghĩa chính là anh trai của Mai, con dâu tương lai của Tướng Dinh.
Một lần nọ, Mai đi vào rừng một mình và chạm trán ba tên lính Việt Nam Cộng hòa. Cô sắp bị giết thì được Nghĩa cứu mạng kịp thời, hai anh em được đoàn tụ. Sau này Đức và Mai trở về quê nhà, chuẩn bị làm đám cưới. Làng của Tướng Dinh ở ngoại thành Hà Nội bị máy bay Mỹ ném bom, một cô bé thiếu niên liều lĩnh sử dụng súng phòng không sau khi những nữ chiến sĩ xung quanh đều hi sinh, cuối cùng cô bé đã bắn hạ chiếc máy bay Mỹ. Đường ống do Tướng Dinh sáng tạo vẫn tiếp tục chi viện xăng dầu cho chiến trường miền Nam đến ngày giải phóng hoàn toàn miền Nam, thống nhất đất nước.

## Diễn viên
- Trương Minh Quốc Thái vai Nghĩa
- Tăng Bảo Quyên vai Hà
- NSƯT Hoàng Hải vai Tướng Lê Dinh (cảm hứng từ nhân vật lịch sử có thật - Thượng tướng Đinh Đức Thiện)
- Bảo Thanh vai Y tá Mai
- Mạnh Hưng vai Long

## Giải thưởng
| Năm  | Lễ trao giải                         | Hạng mục                          | Trao cho              | Kết quả       | Chú thích |
| ---- | ------------------------------------ | --------------------------------- | --------------------- | ------------- | --------- |
| 2013 | Liên hoan phim Việt Nam - lần thứ 18 | Phim truyện nhựa xuất sắc         |                       | Bông Sen Vàng | [ 3 ]     |
| 2013 | Liên hoan phim Việt Nam - lần thứ 18 | Nam diễn viên chính xuất sắc      | Trương Minh Quốc Thái | Đoạt giải     | [ 3 ]     |
| 2013 | Liên hoan phim Việt Nam - lần thứ 18 | Nữ diễn viên chính xuất sắc       | Tăng Bảo Quyên        | Đoạt giải     | [ 3 ]     |
| 2013 | Liên hoan phim Việt Nam - lần thứ 18 | Kịch bản xuất sắc                 | Nguyễn Anh Dũng       | Đoạt giải     | [ 3 ]     |
| 2013 | Liên hoan phim Việt Nam - lần thứ 18 | Họa sĩ thiết kế mỹ thuật xuất sắc | Nguyễn Nguyên Vũ      | Đoạt giải     | [ 3 ]     |
| 2013 | Liên hoan phim Việt Nam - lần thứ 18 | Phim do Khán giả bình chọn        |                       | Đoạt giải     | [ 3 ]     |
| 2014 | Giải Cánh diều lần thứ 12            | Âm thanh xuất sắc                 | Bành Bắc Hải          | Đoạt giải     | [ 4 ]     |
| 2014 | Giải Cánh diều lần thứ 12            | Âm nhạc xuất sắc                  | Hoàng Lương           | Đoạt giải     | [ 4 ]     |
| 2014 | Giải Cánh diều lần thứ 12            | Thiết kế mỹ thuật xuất sắc        | Nguyễn Nguyên Vũ      | Đoạt giải     | [ 4 ]     |